# 德賴敦 (加利福尼亞州)
德賴敦（英語：Drytown）是位於美國加利福尼亞州阿馬多爾縣的一個人口普查指定地區。

## 地理
德賴敦的座標為38°26′28″N 120°51′16″W / 38.44111°N 120.85444°W，而該地最高點為海拔高度197米（即646英尺）。

## 人口
根據2010年美國人口普查的數據，德賴敦的面積為9.551平方千米，當中陸地面積為9.551平方千米，而水域面積為0.000平方千米。當地共有人口167人，而人口密度為每平方千米17人。